# カタクリズム
カタクリズム（Kataklysm）は、カナダ出身のデスメタル・バンド。
同国のモントリオールを拠点に活動。バンド名は「大変動」「大洪水」という意味のcataclysmに由来する。当初はオールドスクールなデスメタルであったが、徐々にメロディックデスメタルの路線へ移行していった。

## 略歴

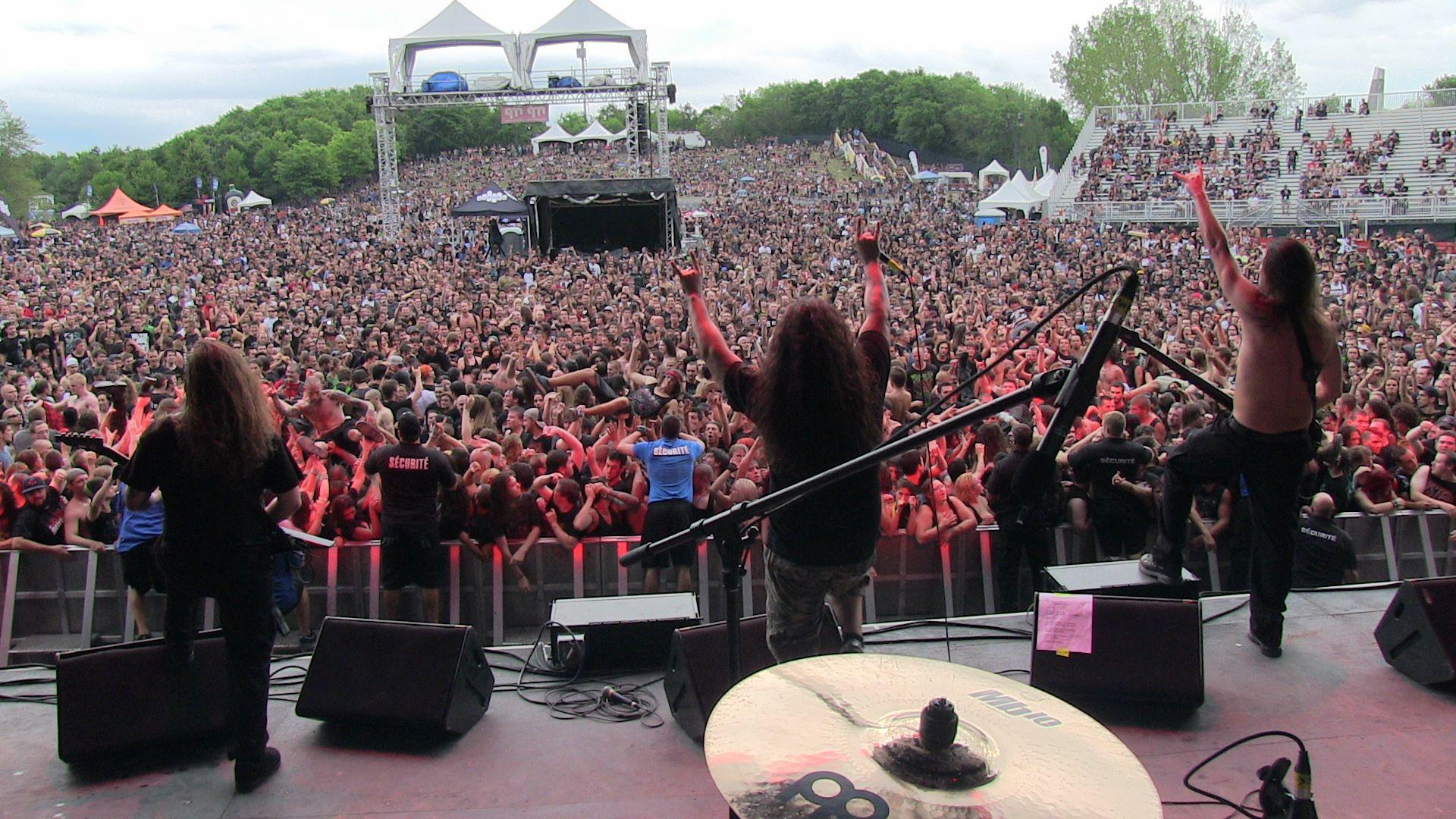
カナダ・モントリオール公演 (2012年8月)

1993年にニュークリア・ブラストと契約し、EP「ザ・ミスティカル・ゲート・オヴ・リインカネーション」をリリース。これがデビュー作となる。
1997年、シルヴァイン・ヒューデ(Vo)が脱退、翌年にはベーシストだったマウリツィオ・イアコノがボーカル担当になった。
2006年、マックス・デュアメル(Ds)が再加入。
2013年、マックス・デュアメルが脱退し、アルバム"Waiting for the End to Come"からはニューラクシスのオリ・ビュードイン(Ds)が加入した。
同年10月に11thアルバム『ウェイティング・フォー・ジ・エンド・トゥ・カム』の日本版が発売され、同年12月には仙台市(10日)、名古屋市(11日)などでライブが行われた。なお12日に福岡市で行われる予定だったライブはキャンセルになっている。
2015年、12thアルバム『オブ・ゴースツ・アンド・ゴッズ』をリリース。
2018年、13thアルバム『メディテーションズ』をリリース。2020年9月に、ドラマーのビュードインが脱退し、元ヴァイタル・リメインズ、元アワー・オヴ・ペナンスのジェームズ・ペイン (Ds)が加入した。同月下旬には、14thアルバム『アンコンカード』をリリースした。

## メンバー

### 現ラインナップ
- マウリツィオ・イアコノ (Maurizio Iacono) - ボーカル (1991- )
- ジャン＝フランソワ・ダジュネ (Jean-François Dagenais) - ギター (1991- )
- ステファヌ・バルブ (Stephane Barbe) - ベース (1998- )
- ジェームズ・ペイン (James Payne) - ドラムス (2020- )
ヴァイタル・リメインズ、アワー・オヴ・ペナンス、ヒス・フロム・ザ・モートなどでも活動。

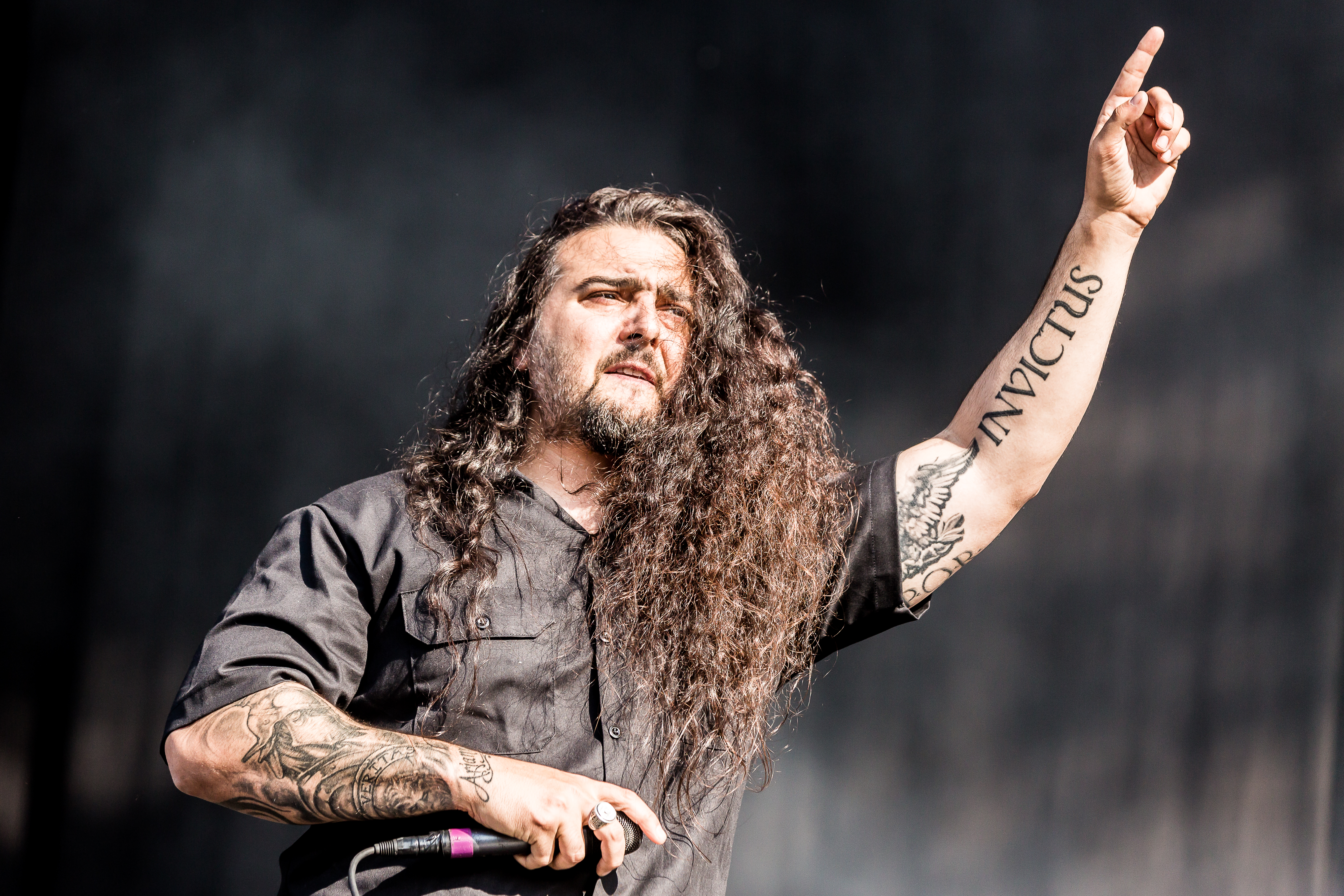
マウリツィオ・イアコノ(Vo) 2018年
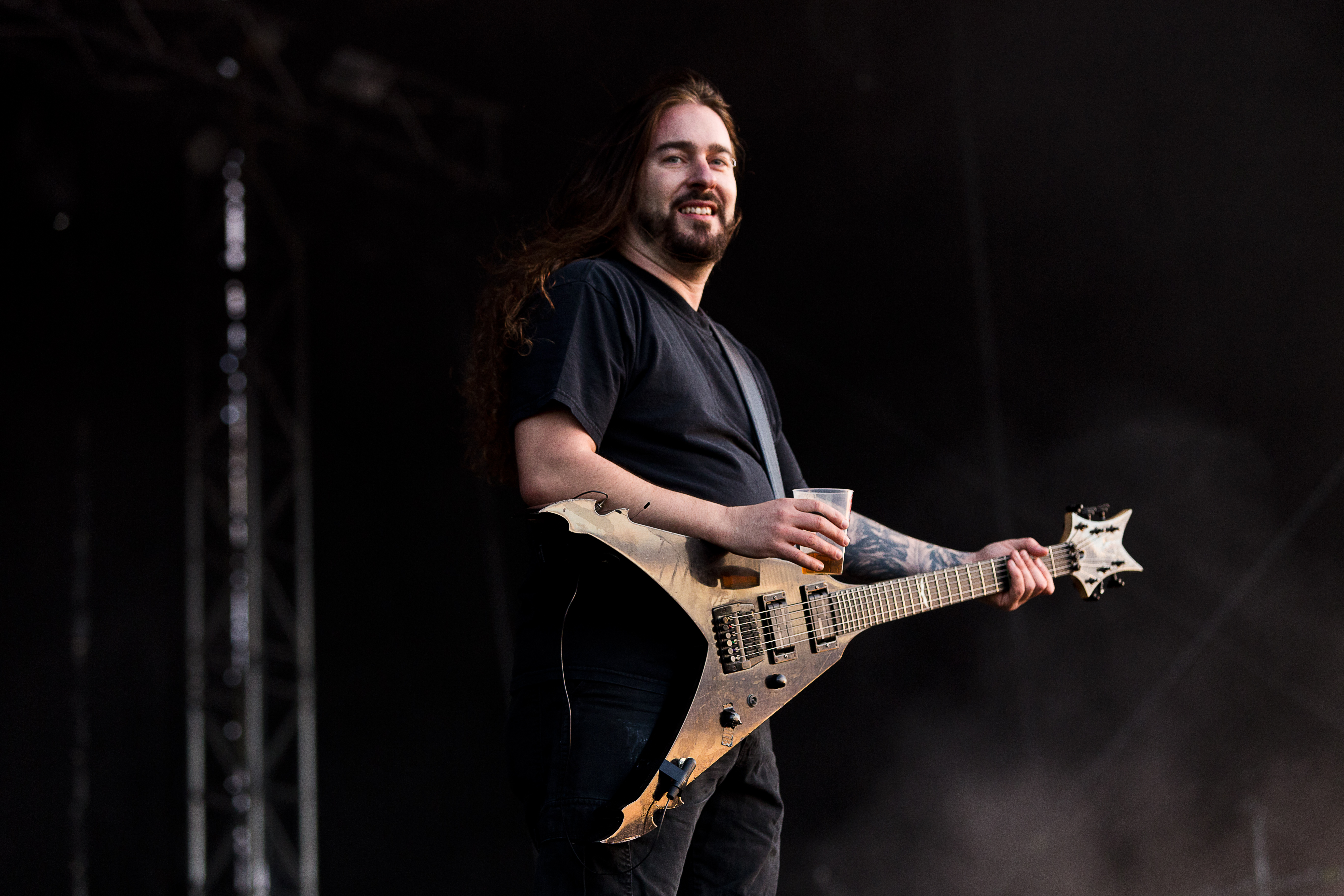
ジャン＝フランソワ・ダジュネ(G) 2015年
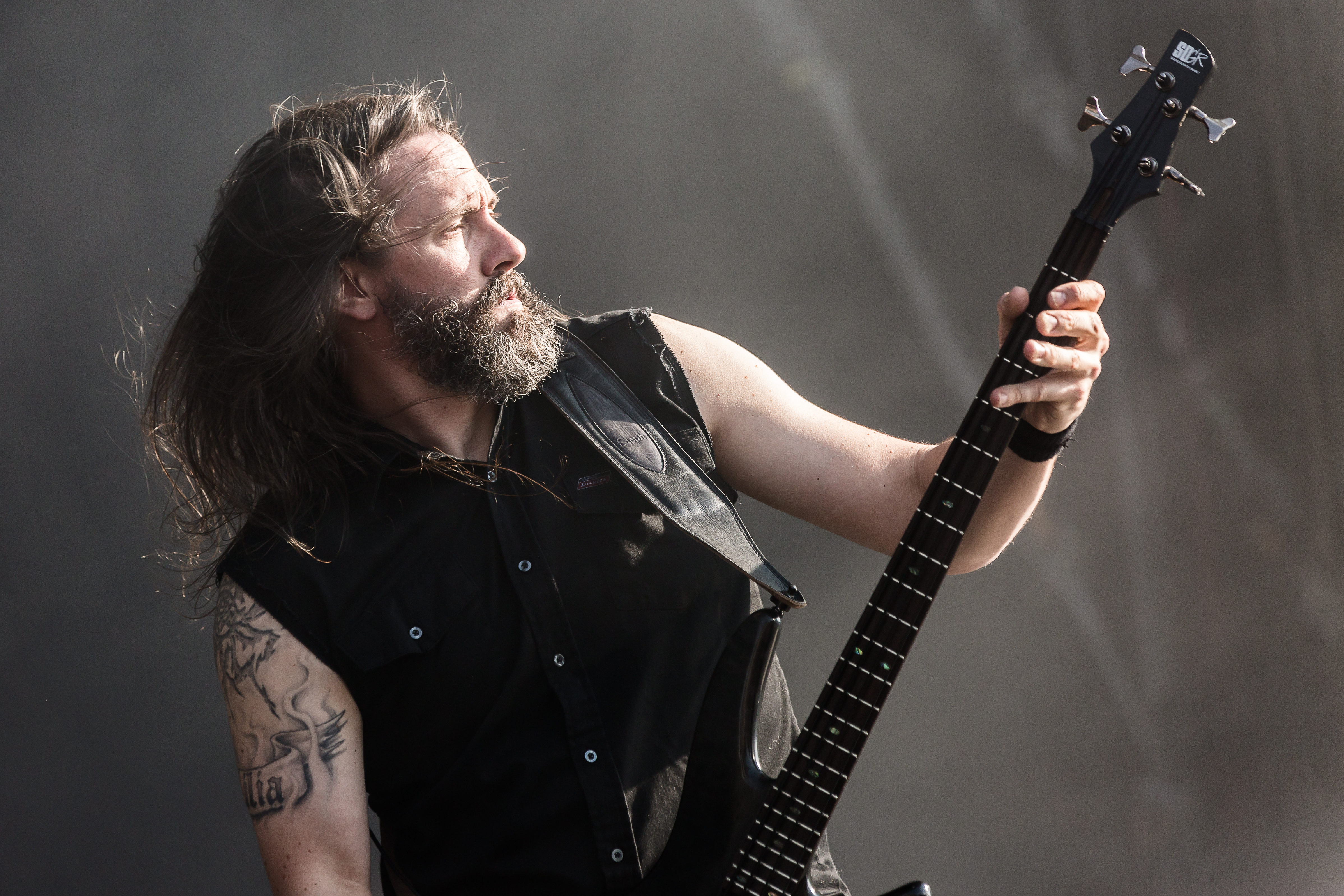
ステファヌ・バルブ(B) 2018年

### 旧メンバー

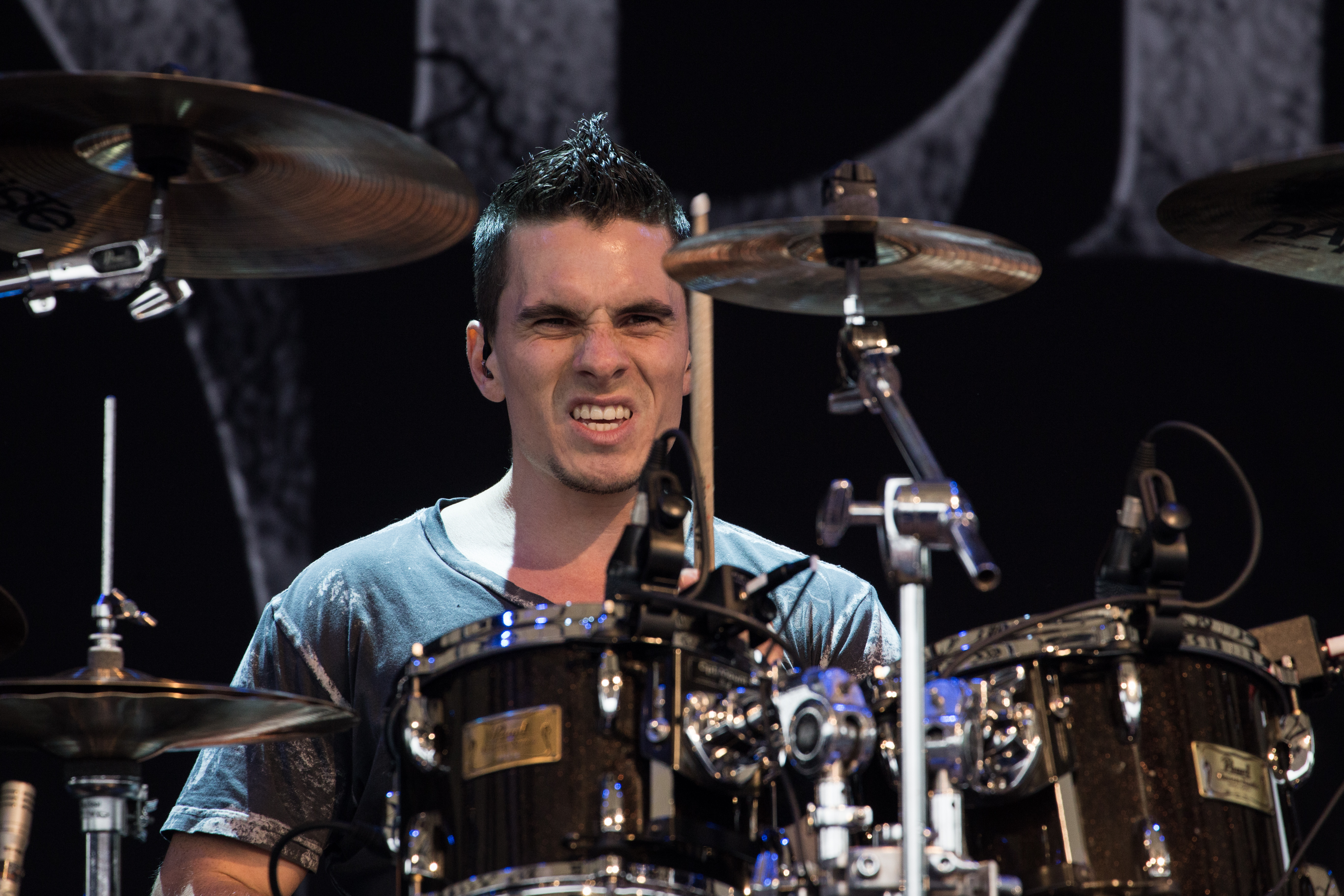
オリ・ビュードイン(Ds) 2015年

- シルヴァイン・ヒューデ (Sylvain Houde) - ボーカル (1991-1997)
- ステファヌ・コーテ (Stephane Côté) - ギター (1991-1992)
- エリアル・サイード・マルティネス (Ariel Saied Martinez) - ドラムス (1991-1992)
- マーク・マリノ (Mark Marino) - ドラムス (1992)
- マックス・デュアメル (Max Duhamel) - ドラムス (1994-1996, 1999-2002, 2005-2013)
- ニック・ミラー (Nick Miller) - ドラムス (1996-1998)
- ジャン＝フランソワ・リシャール (Jean-François Richard) - ドラムス (2002-2003)
- マルタン・マウライス (Martin Maurais) - ドラムス (2003-2005)
- オリ・ビュードイン (Oli Beaudoin) - ドラムス (2013-2020)

## ディスコグラフィ

### フルアルバム
- ソーサリー (Sorcery) 1995年
- テンプル・オヴ・ナレッジ (Temple of Knowledge) 1996年
- ヴィクティム・オヴ・ジス・フォールン・ワールド (Victims of this Fallen World) 1998年
- ザ・プロフェシー(スティグマタ・オヴ・ザ・インマキュレート(The Prophecy (Stigmata of the Immaculate)) 2000年
- エピック:ザ・ポエトリ・オヴ・ウォー (Epic: The Poetry of War) 2001年
- シャドウ・アンド・ダスト (Shadows & Dust) 2002年
- セレニティ・イン・ファイアー (Serenity in Fire) 2004年
- イン・ジ・アームズ・オヴ・ディヴェステイション (In the Arms of Devastation) 2006年
- プリヴェイル (Prevail) 2008年
- ヘヴンズ・ヴェノム (Heaven's Venom) 2010年
- ウェイティング・フォー・ジ・エンド・トゥ・カム (Waiting for the End to Come) 2013年10月
- オブ・ゴースツ・アンド・ゴッズ (Of Ghosts and Gods) 2015年7月
- メディテーションズ (Meditations) 2018年6月
- アンコンカード (Unconquered) 2020年9月

### ライブアルバム
- Northern Hyperblast Live (1998年)
- Live in Deutschland – The Devastation Begins (2007年)
- Iron Will: 20 Years Determined (2012年)

### デモ＆EP
- The Death Gate Cycle of Reincarnation (1992年)
- The Mystical Gate of Reincarnation (1993年)
- Vision the Chaos (1994年)
- Sorcery & the Mystical Gate of Reincarnation (1998年)
- Cross the Line of Redemption (single) (2010年)
- The Iron Will (2012年)